# 勇者鬥惡龍 英雄集結II 雙子之王與預言的終焉
《勇者鬥惡龍 英雄集結II 雙子之王與預言的終焉》，是由光荣特库摩旗下ω-Force制作部开发，史克威尔艾尼克斯发行的动作角色扮演游戏。游戏于2016年5月在日本推出，对应PlayStation 3、PlayStation 4和PlayStation Vita平台；繁体中文版于2016年8月发行，对应PlayStation 4和PlayStation Vita。2017年3月3日，游戏和前作的合集在任天堂Switch上发售。

## 玩法
《勇者鬥惡龍 英雄集結II》是動作角色扮演遊戲，繼承並強化了前作《勇者鬥惡龍 英雄集結》的玩法。遊戲採用第三人稱3D畫面，玩家直接操控角色探索地圖、與非玩家角色對話、和怪物戰鬥。遊戲由城鎮、原野和戰鬥關卡三類區域構成。城鎮是玩家的據點，玩家可通過城內的各種設施，調整強化戰鬥陣容。城鎮和原野相互連接，玩家可在原野自由探索、與怪物戰鬥或收集素材。玩家推進故事或做某些任務時，要進入戰鬥關卡作戰，關卡最後多要迎戰強敵。
戰鬥隊伍由至多4人組成，玩家可操作其中任意一人，其他人由電腦自動操作。玩家可用武器攻擊、特技或魔法傷害敵人，發動特技或魔法需要消耗魔法值。玩家攻擊時還要防禦或躲避敵方攻擊，角色被擊中時生命值（HP）會下降，如果降到0角色將無法戰鬥。全隊角色倒下時戰鬥即告失敗，玩家會自動返回據點。玩家頭像邊顯示有鬥志量表，攻擊敵人可以積累鬥志。鬥志量表充滿的角色可進入鬥志高昂狀態，此時角色不會受到傷害，且發動特技不耗費魔法值。鬥志高昂結束時，角色會發動威力強大的必殺技，同時鬥志量表清零。怪物擊敗後有時會化身怪物硬幣，玩家可收集硬幣釋放怪物協助戰鬥。不同怪物支援方法不一，有些直接在戰場上作戰，有些可讓玩家暫時變身為怪物。
團隊擊敗敵人可獲得經驗值和金錢，角色經驗值累積到一定程度時會升級，從而提升能力值並解鎖相應技能。玩家傷害敵人可提升所用武器熟練度，從而學會額外的武器專屬技能。本作新增轉職系統，男女主人公可以改變職業，不同職業的特性、所用武器和技能不一。此外玩家可跨機種連線遊戲，如挑戰迷宮或請他人協助劇情戰鬥。

## 情节

### 设定与角色
《英雄集結II》採用多元世界的設定。玩家除故事主要展開的世界外，還能進入結構類似的「異世界」，此外部分本傳作品角色也會受到召喚，從他們的世界來到主人公的世界。异世界在遊戲情節開始的一千年前，由雙子之王札拉姆和納吉姆統治，但札拉姆变成魔王，毀滅了异世界。其弟納吉姆封印后札拉姆，来到游戏所在的世界，并留下了子嗣。而游戏世界千年前也发生了大战，战后世界分裂成七国：南方三国奥伦加、杰瓦尔、库雷帝亚，北方三国莫利亚斯、拉达尔、费尔诺克，及位於世界中心的宗主国瑟比翁。南方三國和宗主國由人類和怪物共同居住、北方三國由怪物統治。在盟主瑟比翁王协调下，战后世界一直维持着和平。世间流传著预言，称世界再次爆發大戰時，會有双子之王君临天下。
游戏有4名原创操作角色：杰瓦尔出身的军校生兄妹拉杰尔（森山未来配音）、泰雷西雅（武井咲配音）；二人的青梅竹马， 杰瓦尔王子切札尔（山田孝之配音）；效力于瑟比翁王的战士奥尔妮瑟（水树奈奈配音）。此外跟随主角的还有隻荷伊米史莱姆怪物伙伴，名為霍米隆（钉宫理惠配音）。故事中登場的本传操控角色有：《勇者斗恶龙IV》的特鲁内克（茶風林配音）、米妮娅（日笠陽子配音）、玛妮娅（澤城美雪配音）、亚莉娜（中川翔子配音）、克里弗特（緑川光配音），《勇者斗恶龙VI》的哈森（安元洋贵配音）、泰瑞（神谷浩史配音），《勇者斗恶龙VII》的玛丽贝尔（悠木碧配音）、贾波（田村睦心配音），以及《勇者斗恶龙VIII》的库库鲁（細谷佳正配音）、洁西卡（竹達彩奈配音）。

### 故事
在泰雷西雅在奧倫加看望留學的表兄拉傑爾時，傑瓦爾王子切札爾派兵攻打了友好國奧倫加。而盟主瑟比翁王預先接到了消息，派戰士奧爾尼瑟前來協助，三人幫助奧倫加打退了傑瓦爾的進攻。奧倫加王並無意願開戰，便拜託奧爾尼瑟請瑟比翁王協調，拉傑爾兄妹決定同行探索究竟。此後本傳遊戲的角色也隨劇情陸續加入隊伍。在瑟比翁王的詢問下，切札爾稱他看到奧倫加王殺害了他父王，但瑟比翁王作證奧倫加王當時不在場。他們認為兇手是奧倫加王的喬裝者，對於喬裝者頭戴的稀有飾品，庫雷帝亞女王可能會知道信息。切札爾同主角來到庫雷帝亞，卻立刻被關入地牢。原來有預言者向庫雷帝亞女王預言，奧倫加和傑瓦爾會開戰並很快停戰，然後轉而進攻庫雷帝亞。誤會解除後他們面見了盟主，盟主自稱也見過預言者，他現在應該去北方國家了。
一行北上途中接到急報，本來愛好和平的拉達爾王，派兵將莫利亞斯和費爾諾克吞併，並集結怪物大軍南進。盟主國和三國軍隊在大峽谷和怪物軍大會戰，以奧倫加王的犧牲為代價，主角打敗了拉達爾王。原來拉達爾王因拿到預言者給的破壞之劍，在獲得巨大力量的同時失去理智。在瑟比翁的和平慶祝晚會上，瑟比翁王亮出他們是雙胞胎，為應預言統治世界而策畫了大戰，並利用聖盃釋放黑暗之力。主角一行取得光之力奪回瑟比翁後，來到瑟比翁王所在的高塔。結果其中一人為札拉姆所變，他將貪慾的瑟比翁王當棋子，啟動黑暗浮空城並企圖消滅人類。札拉姆臨走時降下黑暗雷電，但眾人被一股力量保護，並夢見泰雷西雅和拉傑爾的出生：他們是雙胞胎，為了安全而隱匿了身分。
主角從傑瓦爾遺跡傳送到以毀滅的異世界，得知了札拉姆的來歷的計畫，而兩兄妹正繼承了札拉姆封印者納吉姆的血統。一行由異世界進入黑暗浮空城後，開始和札拉姆決戰，而札拉姆亦要向兩兄妹復仇。札拉姆吸收聖杯化身為魔王型態，但一行人激戰後將它消滅，取回了世界的和平。之後一隻巨鳥出現，即是她從札拉姆的落雷下救出了眾人。遊戲的最後，本傳角色告別後由神鳥送回原來的世界，兩兄妹登基為統治世界的雙子之王。

## 开发
本作和前作《勇者斗恶龙 英雄集结 暗龙与世界树之城》一样，由光荣特库摩旗下的ω-Force开发，该制作部主要作品为无双系列。史克威尔艾尼克斯的青海亮太担任游戏制作人，光荣特库摩游戏的庄知彦担任总监。《英雄集結II》在前作《英雄集结》完成時分開始計畫。遊戲於2016年4月1日首次公開，當時遊戲已有大體構思，並開始決定劇本。日版游戏副标题于2015年7月底正式公开。
游戏定位为系列30周年纪念作品，在2016年5月27日30周年纪念日发行。
堀井雄二希望故事能戏剧、悬疑，邀请了剧本家德永富彦创作剧本大纲。德永富彦将本来一页的头脑风暴扩充为四五十页。

## 评价
日本杂志《Fami通》打给游戏39/40的高分。杂志称赞了多人游戏、变身为怪物、转职等新要素，并认为操作感良好，同时不再像前作那样有大量防守战。中国大陆杂志《游戏机实用技术》为日版三平台游戏打出27/30分，他们和《Fami通》观点基本相同，但认为混战时镜头处理不佳。